# Tikapur
Tikapur (nep. टिकापुर नगरपालिका) – miasto w południowo-zachodnim Nepalu; w dystrykcie Kailali. Według danych szacunkowych na rok 2010 liczy 54 554 mieszkańców. Ośrodek przemysłowy.